# 名古屋ウェディング&フラワー・ビューティ学院
名古屋ウェディング&フラワー・ビューティ学院（なごやウェディングアンドフラワー・ビューティがくいん）は、愛知県名古屋市北区にあるブライダルビジネス及びフラワービジネスの専門学校。

## 概要
1995年（平成7年）4月開校し、2012年（平成24年）4月にビジネス教養専門学校エクセレンスより校名を変更した。学校法人菊武学園が運営。
設置している科は、ブライダルビジネス科、フラワービジネス科、トータルビューティ科、マスター科である。

## 設置学科・コース
- ブライダルビジネス科（昼間・2年）
  - ウェディングプランナーコース
  - ドレス＆ヘアメイクコース
- フラワービジネス科（昼間・2年）
- トータルビューティ科（昼間・2年）
- マスター科（昼間・1年）
  - ブライダルマスター科
  - フラワーマスター科

## 所在地
- 愛知県名古屋市北区平安2-15-43

## 交通アクセス
- 名古屋市営地下鉄名城線・上飯田線「平安通駅」から徒歩で約5分。
- JR中央本線・名鉄瀬戸線・名古屋市営地下鉄名城線・名古屋ガイドウェイバスガイドウェイバス志段味線「大曽根駅」から徒歩で約5分。

## 系列校
- 名古屋産業大学
- 名古屋経営短期大学
- 菊華高等学校
- 菊武ビジネス専門学校
- 菊武幼稚園